# ケルビン・ヘイデン
ケルビン・ヘイデン（Kelvin Hayden 1983年7月23日- ）はイリノイ州シカゴ出身の元アメリカンフットボール選手。NFLのインディアナポリス・コルツ、アトランタ・ファルコンズ、シカゴ・ベアーズに所属していた。現役時代のポジションはコーナーバック。インディアナポリス・コルツ時代の第41回スーパーボウルでインターセプトをあげている。

## 経歴
高校1年次はコーナーバック、2年次はクォーターバック、3年次はテイルバック、4年次にはワイドレシーバーとしてプレーした。
ジョリエットジュニアカレッジに進学、2年間で114回のキャッチで1,839ヤード（平均16/13ヤード）を獲得、17タッチダウンをあげた。
1年次には42回のキャッチで542ヤード（平均12.9ヤード）を獲得、4タッチダウンをあげた。2年次の2002年、彼は72回のキャッチで1,297ヤード（平均18.1ヤード）を獲得、13タッチダウンをあげてNJCAAの最優秀攻撃選手に選ばれた。ジュニアカレッジでの最初の試合には敗れたが、その後21試合でチームは勝利し、2002年にはNJCAAのチャンピオンとなっている。
その後イリノイ大学に編入、2003年にはそれぞれチームトップとなる52回のキャッチで592ヤードを獲得した。2004年にはコーナーバックにコンバートされ、11試合で71タックル、4インターセプトをあげた。
2005年のNFLドラフト2巡でインディアナポリス・コルツに指名されて入団した。
2年目の2006年にチームはスーパーボウルに進出、シカゴ・ベアーズとの第41回スーパーボウルでは第4Q残り11分44秒にレックス・グロスマンのパスをインターセプト、56ヤードのリターンタッチダウンをあげて勝利を決定づけた。
2007年より先発の座を手に入れた。2008年には左膝の手術、太腿の故障で6試合に欠場したが、12月7日のシンシナティ・ベンガルズ戦では85ヤードのインターセプトリターンTDをあげた。
2009年2月にコルツと5年間4300万ドル（2200万ドルの保障）の契約を結んだ。
2010年1月24日のAFCチャンピオンシップゲームでは第4Q残り2分にマーク・サンチェスのパスをインターセプト、30-17の勝利に貢献した。
2008年から2010年までの3シーズンで12試合に欠場した。
2011年7月、コルツからカットされた。同年8月にアトランタ・ファルコンズと契約を結んだ。ファルコンズではニッケルバック要員となっている。第11週の試合で負傷しカートに乗せられて退場した。
2012年4月5日、シカゴ・ベアーズと1年82万5000ドルで契約を結んだ。この年、2試合の先発を含む16試合で主にニッケルバックとして出場し、40タックル、1INT、5パスディフェンスをあげて、シーズン後の2013年3月26日、1年の再契約を結んだ。同年8月3日、ソルジャー・フィールドで行われたファミリーフェスティバルの練習中にハムストリングを負傷、シーズン絶望となり故障者リスト入りした。